# Антонин Колар
Вацлав Ко̀лар, още Антонин Ко̀лар или Адолф Вацлав Ко̀лар (на чешки: Václav Kolář), е чешки архитект, създател на първия градоустройствен план на София след Освобождението.

## Биография

### Ранни години
Роден е на 17 юли 1841 година в Башнице, Бохемия (днес Чехия). Завършва гимназия в Прага, след което участва като доброволец в полското въстание срещу Русия (1863 – 1864). Той достига чин лейтенант, но след поражението е изпратен в родното си село.

### В Сърбия и Румъния
Колар напуска дома си, без да казва къде отива. След две години родителите му научават, че се намира в Белград и работи като чертожник при местен строител. След това той бяга в Букурещ, където отново работи като чертожник. Там печели държавна стипендия, която му позволява да учи инженерство в Париж и Виена. След завръщането си той работи в продължение на няколко години в Румънското министерство на благоустройството.

### В България
С избухването на Руско-турската война (1877 – 1878), той се присъединява към руските войски в България. След създаването на независима България Колар се заселва тук и става първият главен архитект на новата столица София (от май 1878). Главната му задача е „почистване на града, събаряне на множество къщи през август и септември 1878 г. и поправка на калните и почти непроходими улици“. Автор е на първия градоустройствен план на столицата, известен като „Батенбергов“. Като архитект застъпва строгите ренесансови форми, с богато разнообразие от класически и барокови детайли и орнаменти. Участва в създаването на първите зелени площи в София.
Последните три години от живота си работи към частна компания, без да се пенсионира. Той прекарва целия си живот като ерген.
Умира на 30 декември 1900 година в София на 59-годишна възраст.

## Проекти
- Паметника-обелиск на Васил Левски, София (1878)
- основната сграда на Военната академия „Георги Раковски“ (1888 – 1894)
- Централния военен клуб (1895 – 1897)
- хотел „България“ (1880 – 1890), днес сграда на Българската банка за развитие
- Министерството на войната
- разширяването на Царският дворец (1893/4 – 1896)
- първоначалната сграда на Централна гара (1888 – 1974)

- Паметник на Васил Левски, София
- Военна академия, София
- Военен клуб, София

## Признание
През 2012 година на Антонин Колар е наречена улица в София в жилищен комплекс „Овча купел“ (Карта).